# Đavolji most (Antigva i Barbuda)
Đavolji most je prirodni kameni luk u istočnoj Antigui. Nalazi se na obali Atlantika, u blizini Indian Town Pointa istočno od Willikiesa. Područje oko luka ima nekoliko prirodnih vjetrenih rupa gdje jaki valovi prskaju vodu iz Atlantskog oceana. Ova posebna lokacija izložena je valovima koje guraju pasati, a kopna nema sve do Europe. Obližnja popularna lokalna mjesta za kupanje, kao što je Long Cove, zaštićena su pučinskim grebenom koji djeluje kao prirodni lukobran. Godine 2008. godine mjesto je proglašeno nacionalnim parkom.

## Vanjske poveznice
|  | Zajednički poslužitelj ima još gradiva o temi Đavolji most (Antigva i Barbuda) |